# Erich Schaedler
Pour les articles homonymes, voir Schaedler.
Erich Peter Schaedler est un footballeur écossais, né le 6 août 1949 à Biggar et mort le 24 décembre 1985 à Cardrona Forest. Il jouait arrière gauche. Son père était un prisonnier de guerre allemand,. 

## Biographie
Il commence sa carrière à Stirling Albion avant de signer un an plus tard à Hibernian. Ses huit saisons dans ce club seront celles où il garnira son palmarès d'une coupe de la ligue et de deux Drybrough Cup. Il finira également deux fois deuxième du championnat. C'est dans cette période faste qu'il reçoit son unique sélection en équipe d'Écosse contre la RFA. Sélectionné pour la coupe du monde 1974, il ne joue aucun match. En 1977, il signe à Dundee FC où il remporte le championnat. Il retourne ensuite jouer 4 saisons à Hibernian puis signe à Dumbarton pour une ultime saison avant de prendre sa retraite. Il était encore joueur lorsqu'il se suicide la nuit de Noël dans la forêt de Cardrona. Il avait 36 ans.